# Gonepteryx
Gonepteryx es un género de lepidópteros ditrisios de la familia Pieridae. Se distribuye en Eurasia y el norte de África.

## Especies
El género Gonepteryx incluye 15 especies:
- Gonepteryx acuminata
- Gonepteryx amintha
- Gonepteryx burmensis
- Gonepteryx chitralensis
- Gonepteryx cleobule
- Gonepteryx cleopatra
- Gonepteryx eversi
- Gonepteryx farinosa
- Gonepteryx maderensis
- Gonepteryx mahaguru
- Gonepteryx maxima
- Gonepteryx nepalensis
- Gonepteryx palmae
- Gonepteryx rhamni
- Gonepteryx taiwana